# Giới hạn của một dãy

Dãy số cho bởi chu vi của một đa giác đều n cạnh ngoại tiếp đường tròn có giới hạn bằng chu vi của đường tròn đó, tức là bằng. Dãy tương ứng cho các đa giác nội tiếp cũng có giới hạn tương tự.

| {\displaystyle n} | {\displaystyle n\cdot \sin {\frac {1}{n}}} |
| ----------------- | ------------------------------------------ |
| 1                 | 0.841471                                   |
| 2                 | 0.958851                                   |
| ...               |                                            |
| 10                | 0.998334                                   |
| ...               |                                            |
| 100               | 0.999983                                   |

Khi số nguyên {\displaystyle n} càng lớn, giá trị {\displaystyle n\cdot \sin {\bigg (}{\frac {1}{n}}{\bigg )}} trở nên gần một cách tùy ý với {\displaystyle 1}. Ta nói rằng "giới hạn của dãy số {\displaystyle n\cdot \sin {\bigg (}{\frac {1}{n}}{\bigg )}} bằng {\displaystyle 1}."
Trong toán học, giới hạn của một dãy là giá trị mà các số hạng của dãy "tiến tới". Nếu một giới hạn tồn tại, dãy được gọi là hội tụ, nếu không, dãy được gọi là phân kì. Giới hạn của một dãy số là một khái niệm quan trọng trong giải tích.
Giới hạn có thể được định nghĩa trong bất kỳ không gian metric hay tôpô nào, nhưng thường được sử dụng trước tiên với số thực.

## Lịch sử
Nhà triết học Hy Lap Zeno xứ Elea nổi tiếng với việc hình thành những nghịch lý về giới hạn.
Leucippus, Democritos, Antiphon, Eudoxus và Archimedes phát triển phương pháp vét cạn (method of exhaustion), dùng chuỗi vô hạn xấp xỉ để xác định một diện tích hay thể tích. Archimedes đã thành công trong việc tính tổng một dạng dãy số gọi là chuỗi hình học.
Newton sử dụng dãy số trong những công trình Giải tích dãy vô hạn (Analysis with infinite series, viết năm 1669, lưu hành qua bản viết tay, xuất bản năm 1711), Phương pháp thông lượng (Method of Fluxions, viết năm 1671, xuất bản bằng tiếng Anh năm 1736, bản gốc Latin xuất bản muộn hơn) và Tractatus de Quadratura Curvarum (viết năm 1693, xuất bản năm 1704 và là phụ lục cho Optiks). Trong những tác phẩm sau này, Newton nghiên cứu khai triển nhị thức của {\displaystyle (x+o)^{n}} rồi tuyến tính hóa bằng cách lấy giới hạn (cho {\displaystyle o\to 0}).
Đến thế kỷ 18, các nhà toán học như Euler thành công trong việc tính tổng của một số chuỗi phân kỳ bằng cách dừng đúng lúc; họ không quan tâm liệu giới hạn có tồn tại hay không, miễn là nó tính được. Cuối thể kỷ 18, Lagrange trong Théorie des fonctions analytiques (1797) cho rằng sự thiếu tính chặt chẽ ngăn chặn sự phát triển của giải tích. Gauss trong quá trình nghiên cứu những dãy siêu hình học (1813) lần đầu tiên xem xét một cách chặt chẽ dưới những điều kiện nào thì một dãy số hội tụ đến một giới hạn.
Định nghĩa hiện đại của giới hạn (định nghĩa {\displaystyle (\varepsilon ,\delta )}) được đưa ra bởi Bernard Bolzano (Der binomische Lehrsatz, Prague năm 1816, ít được chú ý tại thời điểm đó) và Karl Weierstrass trong những năm 1870.

## Số thực

Đồ thị của một dãy hội tụ {a_{n}} được tô màu xanh. Ta có thể thấy dãy số hội tụ đến giới hạn là 0 khi n tăng.

Đối với số thực, một số {\displaystyle L} là giới hạn của một dãy số {\displaystyle (x_{n})} nếu những số trong dãy trở nên gần một cách tùy ý với {\displaystyle L} và không phải số nào khác.

### Ví dụ
- Nếu {\displaystyle x_{n}=c} với c là hằng số thì {\displaystyle x_{n}\to c}.[chứng minh 1]
- Nếu {\displaystyle x_{n}={\frac {1}{n}}} thì {\displaystyle x_{n}\to 0}.[chứng minh 2]
- Nếu {\displaystyle x_{n}=1/n} khi {\displaystyle n} chẵn, và {\displaystyle x_{n}={\frac {1}{n^{2}}}} khi {\displaystyle n} lẻ thì {\displaystyle x_{n}\to 0}. (Việc {\displaystyle x_{n+1}>x_{n}} khi {\displaystyle n} lẻ không ảnh hưởng gì)
- Với bất kì số thực nào, có thể xây dựng một dãy số hội tụ về số đó bằng cách lấy xấp xỉ thập phân. Ví dụ, dãy số {\displaystyle 0.3,0.33,0.333,0.3333,...} hội tụ về {\displaystyle 1/3}. Chú ý rằng biểu diễn thập phân {\displaystyle 0.3333...} chính là giới hạn của, xác định bởi

{\displaystyle 0.3333...\triangleq \lim _{n\to \infty }\sum _{i=1}^{n}{\frac {3}{10^{i}}}}.
- Tìm giới hạn của một dãy số không phải lúc nào cũng hiển nhiên. Hai ví dụ điển hình là {\displaystyle \lim _{n\to \infty }\left(1+{\frac {1}{n}}\right)^{n}} (giới hạn có giá trị là số e) và trung bình cộng-nhân. Định lý kẹp thường hữu ích trong những trường hợp này.

### Định nghĩa
Ta gọi {\displaystyle x} là giới hạn của một dãy số {\displaystyle (x_{n})} nếu điều kiện sau đây được thỏa mãn:
- Với mọi số thực {\displaystyle \varepsilon >0}, tồn tại một số tự nhiên {\displaystyle N} sao cho, với mọi số tự nhiên {\displaystyle n\geq N}, ta có {\displaystyle |x_{n}-x|<\varepsilon }.

Nói cách khác, với mọi giá trị độ gần {\displaystyle \varepsilon }, các số hạng của dãy sẽ tiến gần đến giới hạn trong khoảng đó.
Dãy số {\displaystyle (x_{n})} khi ấy được gọi là hội tụ về hoặc tiến tới giới hạn {\displaystyle x}, viết là {\displaystyle x_{n}\to x} hoặc {\displaystyle \lim _{n\to \infty }x_{n}=x}.
Định nghĩa trên có thể biểu diễn bằng ký hiệu:
- {\displaystyle \forall \varepsilon >0(\exists N\in \mathbb {N} (\forall n\in \mathbb {N} (n\geq N\implies |x_{n}-x|<\varepsilon ))).}

Nếu một dãy số có tồn tại giới hạn thì đó là dãy hội tụ; ngược lại nó là dãy phân kỳ.

### Minh họa

Ví dụ về một dãy số hội tụ về {\displaystyle a}.
Bất kể giá trị {\displaystyle \varepsilon >0} nào ta chọn, tồn tại một số {\displaystyle N_{0}}, sao cho dãy số đằng sau nó nằm hoàn toàn trong "ống epsilon" {\displaystyle (a-\varepsilon ,a+\varepsilon )}.
Với giá trị {\displaystyle \varepsilon _{1}>0} nhỏ hơn, cũng tồn tại một số {\displaystyle N_{1}}, sao cho dãy số sau đó nằm trong phần ống epsilon {\displaystyle (a-\varepsilon _{1},a+\varepsilon _{1})}.
Với mọi {\displaystyle \varepsilon >0} chỉ có hữu hạn các số hạng của dãy số nằm ngoài ống epsilon.

### Tính chất
Giới hạn của dãy số có những tính chất tương tự như những phép tính số học thông thường. Nếu {\displaystyle a_{n}\to a} và {\displaystyle b_{n}\to b} thì {\displaystyle a_{n}+b_{n}\to a+b}, {\displaystyle a_{n}\cdot b_{n}\to ab} và, nếu {\displaystyle b} và tất cả {\displaystyle b_{n}} đều khác 0, {\displaystyle {\frac {a_{n}}{b_{n}}}\to {\frac {a}{b}}}.
Với mọi hàm số liên tục f, nếu {\displaystyle x_{n}\to x} thì {\displaystyle f(x_{n})\to f(x)}. Thực ra, bất kỳ hàm số f nào có giá trị thực liên tục khi và chỉ khi nếu nó bảo toàn giới hạn của dãy số (điều này không nhất thiết đúng với những định nghĩa tổng quát hơn của tính liên tục).
Một số tính chất quan trọng của giới hạn cho dãy số thực như sau(với điều kiện, trong mỗi đẳng thức ở dưới, giới hạn ở vế phải tồn tại).
- Giới hạn của một dãy số là duy nhất.
- {\displaystyle \lim _{n\to \infty }(a_{n}\pm b_{n})=\lim _{n\to \infty }a_{n}\pm \lim _{n\to \infty }b_{n}}
- {\displaystyle \lim _{n\to \infty }ca_{n}=c\cdot \lim _{n\to \infty }a_{n}}
- {\displaystyle \lim _{n\to \infty }(a_{n}\cdot b_{n})=(\lim _{n\to \infty }a_{n})\cdot (\lim _{n\to \infty }b_{n})}
- {\displaystyle \lim _{n\to \infty }\left({\frac {a_{n}}{b_{n}}}\right)={\frac {\lim \limits _{n\to \infty }a_{n}}{\lim \limits _{n\to \infty }b_{n}}}} với điều kiện {\displaystyle \lim _{n\to \infty }b_{n}\neq 0}
- {\displaystyle \lim _{n\to \infty }a_{n}^{p}=\left[\lim _{n\to \infty }a_{n}\right]^{p}}
- Nếu {\displaystyle a_{n}\leq b_{n}} với mọi {\displaystyle n>N} thì {\displaystyle \lim _{n\to \infty }a_{n}\leq \lim _{n\to \infty }b_{n}}
- (Định lý kẹp) Nếu {\displaystyle a_{n}\leq c_{n}\leq b_{n}} với mọi {\displaystyle n>N}, và {\displaystyle \lim _{n\to \infty }a_{n}=\lim _{n\to \infty }b_{n}=L}, thì {\displaystyle \lim _{n\to \infty }c_{n}=L}.
- Nếu một dãy số bị chặn và đơn điệu thì nó hội tụ.
- Một dãy số hội tụ khi và chỉ khi mọi dãy con của nó hội tụ.

Những tính chất trên được sử dụng rất nhiều để chứng minh giới hạn mà không cần sử dụng định nghĩa cồng kềnh trên. Chẳng hạn, một khi chứng minh được {\displaystyle {\frac {1}{n}}\to 0} ta dễ dàng chứng minh được {\displaystyle {\frac {a}{b+{\frac {c}{n}}}}\to {\frac {a}{b}}}, ({\displaystyle b\neq 0}), sử dụng những tính chất trên.

### Giới hạn vô cùng
Một dãy số {\displaystyle (x_{n})} được gọi là tiến tới vô cùng, viết là {\displaystyle x_{n}\to \infty } hay {\displaystyle \lim _{n\to \infty }x_{n}=\infty } nếu, với mọi {\displaystyle K}, tồn tại {\displaystyle N} sao cho với mọi {\displaystyle n\geq N} thì {\displaystyle x_{n}>K}; tức là các số hạng của dãy dần lớn hơn bất kì {\displaystyle K} cố định nào. Tương tự, {\displaystyle x_{n}\to -\infty } nếu, với mọi {\displaystyle K}, tồn tại {\displaystyle N} sao cho với mọi {\displaystyle n\geq N} thì {\displaystyle x_{n}<K}. Nếu một dãy số tiến tới cộng hoặc trừ vô cùng thì nó phân kỳ (tuy nhiên, một chuỗi phân kỳ có thể không tiến tới cộng hay trừ vô cùng: ví dụ như dãy số {\displaystyle x_{n}=(-1)^{n}}).

## Không gian metric

### Định nghĩa
Một điểm {\displaystyle x} trong không gian metric {\displaystyle (X,d)} là giới hạn của dãy {\displaystyle (x_{n})} nếu, với mọi {\displaystyle \varepsilon >0}, tồn tại {\displaystyle N} sao cho với mọi {\displaystyle n\geq N}, {\displaystyle d(x_{n},x)<\varepsilon }. Định nghĩa này trỏ thành định nghĩa cho số thực khi {\displaystyle X=\mathbb {R} } và {\displaystyle d(x,y)=|x-y|}.

### Tính chất
Với hàm số liên tục f bất kỳ, nếu {\displaystyle x_{n}\to x} thì {\displaystyle f(x_{n})\to f(x)}. Thực chất, hàm số f liên tục khi và chỉ khi nó bảo toàn giới hạn của dãy số.
Giới hạn của dãy số, nếu tồn tại, là duy nhất, do những điểm khác nhau cách nhau một khoảng dương. Nếu dãy số có hai giới hạn khác nhau, với {\displaystyle \varepsilon } nhỏ hơn một nửa khoảng cách giữa chúng, các số hạng của dãy không thể cách mỗi giới hạn một khoảng đều bé hơn {\displaystyle \varepsilon }.

## Không gian tôpô

### Định nghĩa
Một điểm {\displaystyle x} trong không gian tôpô {\displaystyle (X,\tau )} là giới hạn của dãy số (xn) nếu, với mọi lân cận {\displaystyle U} của {\displaystyle x}, tồn tại {\displaystyle N} sao cho, với mọi {\displaystyle n\geq N}, {\displaystyle x_{n}\in U}. Định nghĩa này trở thành định nghĩa cho không gian metric nếu {\displaystyle (X,d)} là một không gian metric và {\displaystyle \tau } là tôpô tạo ra bởi {\displaystyle d}.
Giới hạn của một dãy các điểm {\displaystyle \left(x_{n}:n\in \mathbb {N} \right)\;} trong không gian tôpô {\displaystyle T} là một trường hợp đặc biệt của giới hạn của một hàm số: tập xác định là {\displaystyle \mathbb {N} } trong không gian {\displaystyle \mathbb {N} \cup \lbrace +\infty \rbrace } với tôpô cảm sinh của tập số thực mở rộng, miền giá trị là {\displaystyle T}, và đối số {\displaystyle n} tiến tới {\displaystyle +\infty }, ở đây là một điểm giới hạn của {\displaystyle \mathbb {N} }.

### Tính chất
Nếu {\displaystyle X} là một không gian Hausdorff thì giới hạn của dãy số là duy nhất nếu chúng tồn tại. Tuy nhiên điều này không đúng trong tổng quát; cụ thể, nếu {\displaystyle x} và {\displaystyle y} là không thể phân biệt tôpô (tức chúng có cùng lân cận), bất kỳ chuỗi nào hội tụ đến {\displaystyle x} cũng phải hội tụ đến {\displaystyle y} và ngược lại.

## Dãy Cauchy

Đồ thị của dãy Cauchy (x_{n}), màu xanh, với trục tung là x_{n} và trục hoành n. Ta thấy, một cách trực quan, dãy số tiến dần đến một giới hạn khi các số hạng của dãy trở nên gần nhau hơn khi n tăng. Trong tập số thực mọi dãy Cauchy hội tụ về một giới hạn.

Một dãy Cauchy là một dãy có các số hạng trở nên gần nhau một cách tùy ý, sau khi bỏ qua những số hạng đầu. Dãy Cauchy có vai trò quan trọng trong việc nghiên cứu các dãy trong không gian metric, và cụ thể là trong giải tích thực. Một kết quả đặc biệt quan trong giải tích thực là tiêu chuẩn Cauchy về tính hội tụ của dãy số: một dãy số hội tụ khi và chỉ khi nó là một dãy Cauchy. Kết quả này vẫn đúng trong những không gian metric đầy đủ khác.

## Định nghĩa cho số siêu thực
Định nghĩa của giới hạn cho số siêu thực cụ thể hóa cảm nhận rằng với số thứ tự "rất lớn", số hạng tương ứng "rất gần" với giới hạn. Chính xác hơn, một dãy số thực {\displaystyle (x_{n})} hội tụ về {\displaystyle L} nếu với mọi số siêu nguyên vô hạn H, số hạng {\displaystyle x_{H}} gần vô hạn với {\displaystyle L}, tức là hiệu {\displaystyle x_{H}-L} nhỏ vô cùng. Nói cách khác, {\displaystyle L} là phần chuẩn của {\displaystyle x_{H}}:
{\displaystyle L={\rm {st}}(x_{H}).\,}
Do đó, giới hạn có thể được định nghĩa bằng công thức
{\displaystyle \lim _{n\to \infty }x_{n}={\rm {st}}(x_{H}),}
và giới hạn tồn tại khi và chỉ khi vế phải không phụ thuộc vào cách chọn một số H vô cùng.

### Chứng minh
1. ↑  Chứng minh: chọn {\displaystyle N=1}. Với mỗi {\displaystyle n\geq N}, {\displaystyle |x_{n}-c|=0<\varepsilon }
2. ↑  Chứng minh: chọn {\displaystyle N=\left\lfloor {\frac {1}{\varepsilon }}\right\rfloor } + 1 (hàm phần nguyên). Với mỗi {\displaystyle n\geq N}, {\displaystyle |x_{n}-0|\leq x_{N}={\frac {1}{\lfloor 1/\varepsilon \rfloor +1}}<\varepsilon }.